# Heinrich Denker
Karl Heinrich Denker (* 1. Oktober 1857 in Clausthal; † 22. März 1930 in Osnabrück) war ein deutscher Gymnasiallehrer.

## Leben und Beruf
Heinrich Denker war ein Sohn des Clausthaler Bürgermeisters August Denker und dessen Ehefrau Sophie, geb. Hoffmeister. Er stammte aus dem Oberharz, dem er bis zu seinem Tod die Treue hielt, auch wenn er ihn aus beruflichen Gründen bereits frühzeitig verließ. Er war Mitglied des Harz-Vereins für Geschichte und Altertumskunde und publizierte mehrfach über die historische Geographie des Harzes. Dabei galt er als bester Kenner der historischen Topographie des Harzgebietes.
Heinrich Denker besuchte das Gymnasium in seiner Geburtsstadt Clausthal, wo er 1875 das Reifezeugnis erlangte. Danach leistete er seinen Militärdienst und studierte klassische und germanische Philologie in Göttingen und Leipzig. 1885 bestand er das Examen pro facultate docendi. Von 1887 bis 1893 war er als Lehrer am Königlichen Andreas-Realgymnasium in Hildesheim tätig. Im Anschluss erhielt er eine Stelle als Oberlehrer am Königlichen Realgymnasium zu Osnabrück. Er wurde im Jahre 1889 in Göttingen promoviert und später zum Professor ernannt.

## Veröffentlichungen (Auswahl)
- Ein Beitrag zur litterarischen Würdigung Friedrichs von Logau, Hildesheim, 1889 (online).
- Die Gestaltung des lateinischen Unterrichts in der Tertia des Königlichen Realgymnasiums zu Osnabrück nach Einführung der Reform, 1899.
- Die Gestaltung des in der Tertia begonnenen lateinischen Unterrichts in den oberen Klassen des Kgl. Realgymnasiums zu Osnabrück: Erfahrungen und Wünsche, 1903.
- (Hrsg.): Die Bergchronik des Hardanus Hake, Pastors zu Wildemann, 1911.

| Personendaten    | Personendaten                              |
| ---------------- | ------------------------------------------ |
| NAME             | Denker, Heinrich                           |
| ALTERNATIVNAMEN  | Denker, Karl Heinrich (vollständiger Name) |
| KURZBESCHREIBUNG | deutscher Gymnasiallehrer                  |
| GEBURTSDATUM     | 1. Oktober 1857                            |
| GEBURTSORT       | Clausthal                                  |
| STERBEDATUM      | 22. März 1930                              |
| STERBEORT        | Osnabrück                                  |